# Carmanville
Carmanville är en ort i Kanada.   Den ligger i provinsen Newfoundland och Labrador, i den östra delen av landet, 1 700 km öster om huvudstaden Ottawa. Carmanville ligger 42 meter över havet och antalet invånare är 753.
Terrängen runt Carmanville är platt. Havet är nära Carmanville åt nordost. Trakten är glest befolkad. Det finns inga andra samhällen i närheten. 